# Ashes to Ashes – Zurück in die 80er
Ashes to Ashes – Zurück in die 80er ist die Fortsetzung der britischen Serie Life on Mars – Gefangen in den 70ern. Polizeipsychologin Alex Drake beschäftigt sich mit dem Fall des Kollegen Sam Tyler, der nach dem Erwachen aus dem Koma Suizid beging. Nachdem sie angeschossen wird, fällt sie in der Gegenwart ins Koma und „erwacht“ im Jahr 1981, und die Personen, die sie dort vorfindet, entsprechen denen, die Sam Tyler geschildert hat. Alex versucht einen Weg zu finden, aus dem Koma zu erwachen, um in die Gegenwart und zu ihrer Tochter zurückzukehren.
Anders als bei vielen US-amerikanischen Erfolgsserien entschieden die Autoren, die Serie trotz des Publikumserfolgs „zu Ende zu erzählen“. Die Geschichte von Ashes to Ashes wurde daher am Ende der dritten Staffel abgeschlossen. Die finale Staffel lief vom 2. April bis 21. Mai 2010 auf BBC One und BBC HD und liegt seit September 2010 auch als DVD-Set im englischen Original vor.

## Inhalt

### Staffel 1
Alex versucht einen Weg zurück in die Gegenwart und aus ihrem Koma zu finden. Schnell lernt sie ihre Mutter kennen, die zusammen mit ihrem Vater 1981 durch eine Autobombe getötet wurde. Neben der täglichen Polizeiarbeit versucht Alex herauszufinden, in welche gefährlichen Machenschaften ihre Eltern verstrickt sein könnten und wie sie ihre Eltern retten könne. Es vermischen sich teilweise auch verdrängte Erinnerungen aus ihrer eigenen Kindheit des Jahres 1981 mit ihrer Komarealität 1981. So findet Alex Drake heraus, dass ihre Mutter eine Affäre mit Alex’ Patenonkel hat – später zeigt sich in einer Rückblende, dass Alex die beiden als kleines Kind beobachtet hatte.
Am Todestag ihrer Eltern schafft Alex es nicht, die Explosion zu verhindern, und stellt fest, dass ihr Vater selbst die Bombe hat installieren lassen.

### Staffel 2
Alex Drake versucht weiterhin (inzwischen im Jahr 1982) einen Weg zu finden, aus dem Koma aufzuwachen, und muss feststellen, dass die Erinnerungen an die Gegenwart und ihre Tochter verblassen. Als roter Faden zieht sich das Thema Polizeikorruption durch die Staffel. Ab Mitte der Staffel taucht ein geheimnisvoller Polizist Martin Summers auf, der weiß, dass Alex im Koma liegt, und ihr seine Hilfe anbietet. Hierfür müsse sie sich allerdings selbst korrupt und unehrlich ihren Kollegen gegenüber verhalten; sie lehnt das Hilfsangebot ab, auch wenn dies eine Möglichkeit sein könnte, aufzuwachen.
Es stellt sich heraus, dass Summers in der Gegenwart selber im gleichen Krankenhaus wie Alex Drake liegt und Kenntnisse über die Zukunft von 1982 hat. So plant er, sich in einen Goldtransporterüberfall von 1982 einzumischen und mithilfe von korrupten Polizisten selbst ein Geschäft zu machen. Als Alex ihn nach dem Überfall verfolgt, wird sie von ihm mit einer Waffe bedroht, worauf Gene Hunt ihn erschießt. Im anschließenden Handgemenge mit einer Komplizin des Überfalls trifft Gene Hunts Kugel versehentlich Alex Drake, woraufhin diese ohnmächtig wird.
Als Alex wieder erwacht, liegt sie im Krankenhaus in der Gegenwart und wird von einem Doktor sowie ihrer Tochter Molly begrüßt. Nachdem die beiden jedoch den Raum verlassen haben, erscheint Gene Hunt auf dem Fernsehmonitor und offenbart ihr, dass sie nicht aus dem Koma erwacht ist, sondern im Jahr 1982 in ein weiteres Koma gefallen ist und sie erwachen solle, da er verdächtigt wird, sie nicht aus Versehen, sondern mit Absicht angeschossen zu haben.

### Staffel 3
Alex „erwacht“ 1983 aus dem Koma und rehabilitiert DCI Gene Hunt vom angeblichen Mordversuch an ihr. Der neue Charakter DCI Jim Keats aus der Abteilung für innere Angelegenheiten wurde deswegen auf Hunt angesetzt und soll auch dessen Schuld am Tod von Sam Tyler beweisen. Er nutzt dabei zunächst erfolgreich jede Gelegenheit, das Team von Hunt auf seine Seite zu ziehen. Im Laufe der Staffel kommt dabei der Polizist Viv ums Leben und Shaz, Ray sowie Chris überwinden ihre Ängste, was mit der Titelmusik von Life on Mars und einer Rede von Wirt Nelson aus dem Pub „Railway Arms“ dargestellt wird. Das wahre Schicksal von Sam Tyler wird aufgedeckt und Hunts Audi Quattro wird am Ende bei einer Schießerei zerstört. Insgesamt ist die dritte Staffel darauf ausgelegt, die Wahrheit über die vermeintlichen Wahnvorstellungen von Sam Tyler und Alex Drake, ihr angebliches Koma oder auch ihre mögliche Reise in die Vergangenheit ans Licht zu bringen. So handelt es sich bei Gene Hunts Welt um eine Art von ihm erschaffener Zwischenwelt für getötete und im Fall Sam und Alex zunächst komatöse Polizisten, in der deren Seelen zu sich selbst finden sollen, bevor sie wie auch Alex, Shaz, Chris und Ray zwischen Himmel (dem Pub „Railway Arms“) und Hölle (der Lift in Jim Keats Abteilung) wählen müssen. Die Staffel und damit die Serie als Ganzes schließt nach dem Eintreten von Hunts Team in Nelsons Pub damit ab, dass ein neuer, im Dienst gestorbener Polizist aus unserer Gegenwart Fenchurch East betritt und lautstark nach seinem Büro und seinem iPhone verlangt und daraufhin von Hunt in „... das, was wie sein Büro aussieht ...“ gebeten wird.

## Charaktere

### DI Alex Drake
Alex ist ein DCI und Polizeipsychologin aus der Gegenwart. Sie ist Anfang 30 und hat eine Tochter Molly. Sie hat sich ausgiebig mit dem Schicksal von Sam Tyler befasst. Während eines Einsatzes, bei dem ihre Tochter als Geisel genommen wird, wird sie vom Geiselnehmer angeschossen und verfällt in ein Koma. In diesem Koma findet sie sich als DI im Jahre 1981 in Gene Hunts Welt wieder und es stellt sich heraus, dass der Geiselnehmer aus der Gegenwart in der Vergangenheit indirekt verantwortlich für den Tod ihrer Eltern ist, da er ihrem Vater die Bombe baute, mit der dieser seine Familie aufgrund einer Affäre seiner Frau umbringen will. Alex als Kind kommt jedoch mit dem Leben davon, weil sie ihrem Luftballon nachläuft. Die komatöse Alex glaubt, wenn sie den Geiselnehmer aus der Gegenwart in der Vergangenheit zur Strecke bringt, kann sie aus dem Koma erwachen. Als das nicht klappt, will sie ihr Ziel erreichen, indem sie versucht, den Tod ihrer Eltern zu verhindern. Damit scheitert sie jedoch auch. Ihr Koma wird immer wieder damit dargestellt, dass sie Verbindung zur Gegenwart mit Visionen in Radio und Fernsehen oder auch direkt durch Personen bekommt. Nachdem sie in der realen Welt Anfang der dritten Staffel beim Versuch, ihr die Kugel aus dem Kopf zu entfernen, um 9.06 Uhr gestorben ist, hören diese Visionen auf und sie beginnt, langsam ihre Vergangenheit zu vergessen. Weil sie nicht weiß, dass sie jetzt tot ist, versucht sie jedoch weiter, aus dem Koma aufzuwachen. Sie verfällt beinahe dem Dämon Jim Keats und seiner Hölle, entscheidet sich aber noch gegen ihn und betritt schließlich den Himmel, indem sie in Nelsons Pub „Railway Arms“ geht.

### DCI Gene „the Guv“ Hunt
Der cholerische DCI Gene Hunt ist der leitende Inspektor der Kriminalabteilung in Fenchurch East und deshalb der Vorgesetzte von Alex Drake. Er ist eigentlich ein 19-jähriger Polizeianfänger, der in der realen Welt aufgrund seines am Krönungstag von Queen Elisabeth II. im Dienst feiernden Streifenvorgesetzten bei einem Einbruch erschossen und verscharrt wurde und seitdem bzw. bis seine Leiche in der Realität gefunden wird in einer vermutlich von ihm erschaffenen Zwischenwelt dafür sorgt, dass getötete Polizisten allmählich auf das Jenseits vorbereitet werden. Alex findet zwar seine Leiche, aber leider nicht in der realen Welt, was wohl auch der Grund ist, dass er nicht wie die anderen in den Pub gehen kann. Er half Sam Tyler, dessen Tod vorzutäuschen, damit dieser ins Pub gehen konnte und wird von allen respektvoll „Guv“ genannt, was Chef bedeutet. Er hält sich für den Sheriff (Cowboystiefel aus Schlangenleder) und fährt einen roten Audi Quattro.

### DS/DI Raymondo „Ray“ Carling
Ray ist bereits in den 70ern in Hunts Welt dessen Untergebener und kennt daher auch noch Sam Tyler. Ray ist großmäulig, ein wenig homophob und schießwütig. Er ist deshalb in Hunts Welt, weil er es zu Lebzeiten nicht in die Armee schaffte, zum Ausgleich Polizist wurde und aus Frust darüber einen Unschuldigen zu Tode prügelte. Zudem glaubte er, dass sein Vater von ihm enttäuscht war, weshalb Ray sich schließlich erhängte. Er erhält seine „Erleuchtung“, als er sich in Hunts Welt bewusst gegen die Armee entscheidet. Er und Chris erliegen beinahe den Verführungen von Jim Keats, entscheiden sich am Ende doch noch gegen ihn und gehen auch in den Pub.

### DC Christopher „Chris“ Skelton
Chris ist ebenfalls schon zu Tylers Zeiten in Hunts Team. Er ist bis zu einem Zwischenfall auf Vivs Trauerfeier ein eher unterwürfiger Polizist. Als er sich körperlich Respekt bei Gene Hunt verschafft, springt er quasi über seinen Schatten, der seit seinem durch seine Unterwürfigkeit verursachten Tod durch Erschießen über ihm liegt. Er liebt Shaz und wollte sie sogar heiraten.

### WPC/DC Sharon „Shaz“ Granger
Shaz ist sozusagen die Tippse in Hunts Team und wird als solche für allerlei typische Tätigkeiten wie Tee und Gebäck holen eingesetzt. Sie emanzipiert sich im Laufe der Zeit nicht zuletzt durch Alex’ Einfluss und wird am Ende sogar noch von Gene Hunt persönlich zum DC befördert. Auch sie erliegt fast Jim Keats’ Versuchen, sie in die Hölle zu kriegen, wendet sich aber eher als ihre Kollegen Ray und Chris von Keats ab. Sie gesteht Chris, dass sie ihn für immer und einen Tag lieben wird, bevor sie mit ihm in den Pub geht.

### Sgt. Viv James
Der Skipper, sprich der Mann für alles, im Fenchurch-East-Polizeirevier. Er wird aufgrund einer Gefängnisrevolte, in die er durch das Einschmuggeln einer Waffe verwickelt ist, angeschossen und Keats hat mit ihm ein erstes Opfer für die Hölle. Auf seiner Trauerfeier kann sich Chris nicht beherrschen und bricht in Gelächter aus, woraufhin er massiv Ärger mit Gene Hunt bekommt.

### DCI Jim Keats
DCI Jim Keats kommt angeblich von der Abteilung für innere Angelegenheiten, um Gene Hunt den Mordversuch an Alex und den Mord an Sam Tyler nachzuweisen. In Wahrheit ist er ein Dämon oder auch der Teufel, der Zugang zur Hölle in Form eines Fahrstuhls hat. Sein ganzes Tun ist darauf ausgelegt, als Hunts Gegenspieler dessen Welt zu zerstören und die darin befindlichen Seelen auf seine Seite zu ziehen, um sie den ewigen Qualen auszusetzen. Lediglich beim angeschossenen Viv hat er damit Erfolg. Er fertigt für Ray, Chris und Shaz Videokassetten an, auf denen zu sehen ist, wie sie gestorben sind, woraufhin Hunts Welt droht, in sich zusammenzufallen.

### Luigi
Luigi ist der Wirt der Pizzeria, in der sich ein großer Teil der Handlung abspielt und über der Alex wohnt. Er ist am Ende der Serie erfreut, dass sein Cousin gestorben ist, weil der ihm eine Menge Geld hinterließ und er deshalb nach Hause, nach Italien zurückkehren kann.

### Nelson
Nelson ist Betreiber des aus Life on Mars bekannten Pubs „Railway Arms“. Dieser Pub erscheint am Ende der Serie und stellt das Tor zum Himmel dar. Nelson ist also wie Jim Keats eine Art Torwächter oder vielleicht sogar Gott. Er nennt alle aus Hunts Team „mon Brave“, was so viel wie „mein Tapferer“ oder einfach Kumpel bedeutet.

## Synchronisation
Die deutsche Synchronisation entstand nach einem Dialogbuch von Bernd Rumpf und unter der Dialogregie von Rumpf und Andreas W. Schmidt im Auftrag der Synchronfirma Cinephon in Berlin.
| Rolle              | Darsteller         | Synchronsprecher   |
| ------------------ | ------------------ | ------------------ |
| DI Alex Drake      | Keeley Hawes       | Silke Matthias     |
| DCI Gene Hunt      | Philip Glenister   | Jörg Hengstler     |
| DS Ray Carling     | Dean Andrews       | Tobias Kluckert    |
| DC Chris Skelton   | Marshall Lancaster | Jaron Löwenberg    |
| WPC Sharon Granger | Montserrat Lombard | Kaya Marie Möller  |
| Sergeant Viv James | Geff Francis       | Sascha Rotermund   |
| DCI Jim Keats      | Daniel Mays        | Jan Makino         |
| Luigi              | Joseph Long        | Andreas W. Schmidt |
| Nelson             | Tony Marshall      | Michael Bauer      |

## Musik
In der Serie werden zahlreiche Popsongs der 1980er Jahre gespielt. Wie schon bei Life on Mars ist der Titel der Serie Ashes to Ashes ebenfalls einem David-Bowie-Song entliehen.

## Ähnlichkeiten und Unterschiede zuLife on Mars
- Die Charaktere Gene Hunt, Ray Carling und Chris Skelton tauchen in beiden Serien auf.
- Die Serie spielt nicht wie Life on Mars in Manchester, sondern in London.
- Gene Hunt fährt keinen Ford Cortina mehr, sondern einen Audi quattro (der erst im Oktober 1982 in der Rechtslenker-Version gebaut wurde).[3]
- Eine immer wieder auftauchende Verbindung zur Gegenwart war bei Life on Mars das Mädchen aus dem früheren Fernsehtestbild der BBC, bei Ashes to Ashes ist es – zumindest in der ersten Staffel – der Clown aus dem Musikvideo zu Bowies Ashes to Ashes.
- Sam Tyler wusste anfangs nicht, ob er tot oder bewusstlos war; bei Ashes to Ashes ist es Alex Drake und dem Zuschauer klar, dass sie im Koma liegt.